# Каюкова
Каюко́ва (рос. Каюкова) — присілок у складі Сургутського району Ханти-Мансійського автономного округу Тюменської області, Росія. Входить до складу Угутського сільського поселення.
Населення — 398 осіб (2010, 309 у 2002).
Національний склад станом на 2002 рік: ханти — 97 %.